# Ернест Хемингвеј
Ернест Милер Хемингвеј (енгл. Ernest Miller Hemingway; Оук Парк, 21. јул 1899 — Кечум, 2. јул 1961) био је амерички писац и новинар. Био је припадник париског удружења изгнаника двадесетих година двадесетог века и један од ветерана Првог светског рата, који су касније били познати као „изгубљена генерација“, како их је назвала Гертруда Стајн. Добио је Пулицерову награду 1953. године за свој роман Старац и море, као и Нобелову награду за књижевност 1954. године.
Својим посебним начином писања који карактеришу кратке реченице, насупрот стилу његовог књижевног супарника Вилијама Фокнера, Хемингвеј је значајно утицао на развој лепе књижевности двадесетог века. Многи његови романи се данас сматрају класичним делима америчке књижевности.

## Детињство и младост
Ернест Милер Хемингвеј рођен је 21. јула 1899. године у Оак Парку у држави Илиноис, предграђу Чикага, од Кларенса Хемингвеја, лекара, и Грејс Хемингвеј, музичарке. Његови родитељи су били добро образовани и поштовани у Оак Парку, конзервативној заједници о којој је становник Франк Лојд Рајт рекао: „Толико добрих цркава за толико добрих људи.“ Када су се Кларенс и Грејс Хемингвеј узели 1896. године, живели су са Грејсиним оцем, Ернестом Халом, по коме су назвали свог првог сина, друго од њихово шесторо деце. Његова сестра Марселин претходила му је 1898, а следе Урсула 1902, Маделајн 1904, Карол 1911. и Лестер 1915.
Хемингвеј је похађао средњу школу Oak Park and River Forest High School од 1913. до 1917. Био је добар спортиста, бавио се бројним спортовима - боксом, атлетиком, ватерполом и фудбалом; две године наступао у школском оркестру са сестром Марселин; и добио добре оцене на часовима енглеског језика.
Хемингвеј је од оца наследио авантуристички дух и немиран темперамент што је врло рано одредило његов животни пут. Није хтео да троши време на стицање универзитетског образовања.
Почео је да ради као новинар, открио је свој списатељски дар и писање му је постало животни позив. Иако га новинарство није дуго задржало, ослањао се на новинарски стил писања; "Користите кратке реченице. Користите кратке прве пасусе. Користите енергичан енглески језик. Будите позитивни, а не негативни."
Риболов и лов су му били омиљени хоби. Кад год је путовао, а био је страствени путник, обавезно је носио три ствари: удице, пушку и писаћу машину. Физички снажан, радознао и жедан живота, обишао је Европу, Америку, Кину, Африку, а живео је у Паризу, Ки Весту и Хавани.

## Први светски рат
У децембру 1917. Хемингвеј је одговорио на позив Црвеног крста и пријавио се за возача хитне помоћи у Италији, након што није успео да се пријави у америчку војску због лошег вида. У мају 1918. испловио је из Њујорка и стигао у Париз док је град био бомбардован од стране немачке артиљерије. Тог јуна стигао је на италијански фронт. Првог дана у Милану, послат је на место експлозије фабрике муниције како би се придружио спасиоцима који су преузимали остатке женских радника. Инцидент је описао у својој нефиктивној књизи "Смрт у поподневним часовима": „Сећам се да смо, након што смо прилично темељито тражили мртве, сакупили само њихове фрагменте.“ Неколико дана касније, био је смештен у Фосалту ди Пјаве.
Дана 8. јула био је тешко рањен минобацачком ватром, вративши се из мензе, доносећи чоколаду и цигарете за мушкарце на првој линији фронта. Упркос ранама, Хемингвеј је помогао италијанским војницима да се повуку на сигурно, за шта је добио италијанску сребрну медаљу за храброст. Тада је још увек имао само 18 година. Хемингвеј је касније рекао за инцидент: "Кад као дечак одете у рат имате велику илузију бесмртности. Други људи страдају; не ви... Онда када бивате тешко рањени тад први пут изгубите ту илузију и сазнате шта вам се може догодити.“ Задобио је тешке гелерске ране на обе ноге, оперисан је одмах у дистрибутивном центру и провео је пет дана у пољској болници пре него што је пребачен на опоравак у миланску болницу Црвеног крста.
Док се опорављао, заљубио се у Агнес фон Куровски, седам година старију медицинску сестру Црвеног крста. Када се Хемингвеј вратио у Сједињене Државе у јануару 1919, веровао је да ће му се Агнес придружити за неколико месеци и да ће се њих двоје венчати. Уместо тога, у марту је добио писмо са њеном најавом да је верена за италијанског официра. Биограф Џефри Мејерс пише да је Агнесино одбијање девастирало и застрашило младића; у будућим везама Хемингвеј је следио образац напуштања жене пре него што би она могла да га напусти.
Када се из рата вратио у Америку, физички и психички рањен на италијанском ратишту, није могао да се смири. Уговорио је дописнички рад за један амерички лист, оженио се и вратио се у Париз, који је у то време био средиште књижевног и културног живота старог континента.

## Торонто и Чикаго
Хемингвеј се вратио кући рано 1919. године. Пре 20. године, из рата је стекао зрелост која се косила са животом код куће без посла и са потребом за опоравком. Као што Рејнолдс објашњава, „Хемингвеј није заиста могао рећи родитељима шта мисли када је видео своје крваво колено. Није могао да им каже колико се уплашио „у другој земљи са хирурзима који му на енглеском нису могли рећи да ли ће му ампутирати ногу или не."
Када је Хедли Ричардсон дошла у Чикаго у посету сестри Хемингвејевог цимера, Хемингвеј се заљубио. Касније је тврдио: „Знао сам да је она девојка за коју ћу се оженити.“ Хедли, црвенокоса, са „негујућим инстинктом“, била је осам година старија од Хемингвеја. Упркос разлици у годинама, Хедли, која је одрасла са презаштитничком мајком, изгледала је мање зрело него обично за младу жену њених година. Бернис Керт, ауторка књиге "Жене Хемингвеја", тврди да је Хедли била „евокативна“ у односу на Агнес, али да је Хедли имала детињство које је Агнес недостајало. Њих двоје су се дописивали неколико месеци, а затим су одлучили да се венчају и отпутују у Европу. Желели су да посете Рим, али их је Шервуд Андерсон убедио да посете Париз, пишући писма за млади пар. Венчали су се 3. септембра 1921; два месеца касније, Хемингвеј је ангажован као страни дописник Торонто Стара, а пар је отишао у Париз. О Хемингвејевом браку са Хедли, Мејерс тврди: „Са Хедли је Хемингвеј постигао све чему се надао са Агнес: љубав лепе жене, добар приход, живот у Европи.“

## Париз
Био је ратни дописник, али и борац, што му је омогућило да стекне огромно искуство и скупи солидну грађу за своје писање. Хемингвеј је волео интензивно живљење које је подразумевало путовања, лов, кориду. Истовремено је путовао, ратовао, уживао у лепотама живота и непрекидно писао. Хемингвеј се огласио као писац у Паризу.
Ту је ушао у круг Гертруде Стајн и Езре Паунда, који су подржали Хемингвејеве књижевне амбиције. Објавио је Три приче и десет писама (1923), У наше време (1924) и Пролећне бујице (1926). Ове књиге скренуле су пажњу на ново књижевно име, а оно је одједном блеснуло 1926. године када је изашао један од његових најбољих романа Сунце се поново рађа. То је био роман о људима „изгубљене генерације“ — израз Гертруде Стајн, којим је означена генерација младих која је преживела страхоте светског рата и из њега понела не само физичке него и душевне ожиљке, али и дубоко разочарање због изневерених идеала и померених вредности у послератној стварности.
У Паризу је склопио бројна пријатељства са тамошњим писцима и уметницима. Ова група истакнутих уметника названа је „Изгубљена генерација“. Неки од ових уметника били су: Езра Паунд, Гетруда Стајн, Френсис Скот Фицџералд, Силвија Бич, Џејмс Џојс, Макс Истмен и други. У Паризу је Хемингвеј упознао славног Пикаса.
Хемингвеј је путовао и написао: Збогом оружје (1929), Снегови Килиманџара (1935), Имати и немати (1937). Искуство из Шпанског грађанског рата преточио је у роман За ким звона звоне (1940), још један роман који је освојио велики број читалаца и још више учврстио репутацију Ернеста Хемингвеја као великог писца. Популарности овог романа допринела је његова филмска верзија са Гари Купером и Ингрид Бергман у улогама Роберта Џордана и Марије.
Вратили су се на Кубу пре објаве рата Сједињених Држава тог децембра, када је убедио кубанску владу да му помогне у преуређивању Пилара, који је намеравао да користи у заседи немачких подморница код обала Кубе.
Са Хедли је добио сина, Џека Хемингвеја.

## Ки Вест и Кариби
Хемингвеј и његова нова жена Паулин отпутовали су у Канзас Сити, где се њихов син Патрик родио 28. јуна 1928. Паулин је имала тешке порођаје; Хемингвеј је измислио верзију догађаја као део "Опроштаја од оружја". Након Патриковог рођења, Паулин и Хемингвеј путовали су у Вајоминг, Масачусетс и Њујорк. Спремајући се да се укрца на воз за Флориду, примио је вест да му се отац убио. Хемингвеј је био скрхан, пошто је раније писао свом оцу и говорио му да се не брине због финансијских потешкоћа; писмо је стигло неколико минута након самоубиства. Схватио је како се Хедли морала осећати након самоубиства сопственог оца 1903. године и прокоментарисао је: „Вероватно ћу ићи истим путем“.
Хемингвеј је имао два сина са Паулин.

## Шпански грађански рат
Године 1937. Хемингвеј је отишао у Шпанију да извештава о шпанском грађанском рату за Северноамеричку новинску алијансу (НАНА), упркос оклевању Паулин да не ради у ратној зони.
Хемингвеју се у Шпанији придружила новинарка и списатељица Марта Гелхорн, коју је годину дана раније упознао у Ки Весту. Попут Хедли, Марта је била родом из Сент Луиса, и попут Паулин, радила је за Воуг у Паризу. О Марти, Керт објашњава, „никада му није удовољавала онако као што су то чиниле друге жене“.
Крајем 1937. године, док је био у Мадриду са Мартом, Хемингвеј је написао своју једину драму, "Пета колона", док су град бомбардовале франкистичке снаге. Враћао се у Ки Вест на неколико месеци, а затим се два пута враћао у Шпанију 1938. године, где је био присутан у бици код Ебра, последњем републичком штанду, и био је међу британским и америчким новинарима који су једни од последњих напусти битку док су прелазили реку.
Четири године је ова веза одржавана у тајности, а онда се развео од супруге, како би се венчао са Мартом. Још један од разлога брачног краха били су њихови различити ставови у вези политичких питања. Паулин је била на страни фашистичког режима, док је Хемингвеј био на страни комунистичких лојалиста.

## Куба
Почетком 1939. Хемингвеј је својим чамцем прешао на Кубу да би живео у хотелу Амбос Мундос у Хавани. Ово је била фаза спорог и болног раздвајања од Паулин, која је започела када је Хемингвеј упознао Марту Гелхорн. Марта му се убрзо придружила на Куби и они су изнајмили имање од 6,1 ha (15 acres), удаљено 24 km од Хаване. Паулин и деца напустили су Хемингвеја тог лета, након што се породица поново окупила током посете Вајомингу; када је завршен његов развод од Паулин, он и Марта су се венчали 20. новембра 1940. у Шајену, Вајоминг.
Био је згађен када је видео да један његов пријатељ дозвољава мачкама да једу са стола, али је заволео мачке док је био на Куби. Имао их је на десетине, а чак и дан данас, потомци његових мачака су на сигурном, на његовом имању недалеко од Хаване.
Гелхорн га је инспирисала да напише свој најпознатији роман "За ким звона звоне". Дело је постало "најбоља књига месеца", и продато је пола милиона примерака у року од неколико месеци, номинованo је за Пулицерову награду и, према речима Мејерса, „тријумфално је поново успоставило Хемингвејеву књижевну репутацију."

## Други светски рат
Хемингвеј је био у Европи од маја 1944. до марта 1945. Када је стигао у Лондон, упознао је дописницу часописа "Time" Мери Велш, у коју се заљубио. Марта је била приморана да пређе Атлантик бродом напуњеним експлозивом јер је Хемингвеј одбио да јој помогне да добије пропусницу за штампу у авиону, а она је стигла у Лондон како би га пронашла хоспитализованог са потресом мозга у саобраћајној несрећи.
Била је неемпатична према његовој несрећи; оптужила га је за насилника и рекла му да је „готова, апсолутно готова". Марту је Хемингвеј последњи пут видео у марту 1945. године, док се припремао за повратак на Кубу, а њихов развод је завршен касније те године. У међувремену, замолио је Мери Велш да се уда за њега на њиховом трећем састанку.
Хемингвеј је пратио трупе до искрцавања у Нормандији носећи велики завој за главу, према Мејерсу сматран „драгоценим теретом“ и није му дозвољено да оде на обалу. Десантни брод се нашао на видику плаже Омаха пре него што се нашао под непријатељском ватром и окренуо се назад.
Хемингвеј је касније написао у Колијеру да је могао да види „први, други, трећи, четврти и пети талас [десантних трупа], лежали су тамо где су пали, изгледајући као тешко натоварени снопови на равном шљунчаном потезу између мора и првог покривача." Мелов објашњава да, тог првог дана, ниједном дописнику није било дозвољено да слети и Хемингвеј је враћен у Доротеа Дикс.
Дана 25. августа био је присутан ослобађању Париза као новинар; супротно Хемингвејевој легенди, он није био први у граду. У Паризу је посетио Силвију и Пабла Пикаса са Мери Велш, која му се тамо придружила; у духу среће опростио је Гертруди Стајн. Касније те године, приметио је тешке борбе у бици код Хуртген шуме. 17. децембра 1944, сам се одвезао у Луксембург, упркос болести, да извештава о биткама. Чим је стигао, Ланхам га је предао лекарима, који су га хоспитализовали због упале плућа; опоравио се недељу дана касније, али већи део борби био је завршен.
1947. године Хемингвеј је награђен Бронзаном звездом за храброст током Другог светског рата. Препознали су да је био „под ватром у борбеним областима како би стекао тачну слику услова“, уз похвалу да је „својим талентом изражавања, господин Хемингвеј омогућио читаоцима да стекну живу слику о потешкоћама и тријумфима војник фронта и његова организација у борби."

## Куба и Нобелова награда
Хемингвеј је рекао да је „био без посла као писац“ од 1942. до 1945. током свог боравка на Куби. 1946. оженио се Мери, која је пет месеци касније имала ванматеричну трудноћу. Породица Хемингвеј претрпела је низ несрећа и здравствених проблема у годинама после рата: у саобраћајној несрећи 1945. године „сломио је колено“ и задобио још једну „дубоку рану на челу“; У узастопним скијашким несрећама Мери је сломила прво десни, а затим и леви чланак. У саобраћајној несрећи 1947. године Патрик је био рањен у главу и тешко болестан.
Хемингвеј је утонуо у депресију кад су његови књижевни пријатељи почели да умиру: 1939. Вилијам Батлер Итс и Форд Мадок Форд; 1940. Ф. Скот Фицџералд; 1941. Шервуд Андерсон и Џејмс Џојс; 1946. Гертруда Стајн; а следеће 1947. године Мек Перкинс, Хемингвејев дугогодишњи уредник и пријатељ. Током овог периода патио је од јаких главобоља, високог крвног притиска, проблема са тежином и на крају дијабетеса - од којих је већина била резултат претходних несрећа и дугогодишњег обилног опијања. Ипак, у јануару 1946, започео је рад на Рајском врту, завршивши 800 страница до јуна.
1948. године Хемингвеј и Мери отпутовали су у Европу, боравећи у Венецији неколико месеци. Док је био тамо, Хемингвеј се заљубио у тада 19-годишњу Адриану Иванчич. Иванчич је била његова инспирација за дело "Преко реке па у шуму" 1950. године, ког је критика прогласила најслабијим делом Ернеста Хемингвеја. То је погодило писца који је 1952. године објавио роман Старац и море и њиме задобио неподељена признања критике, Пулицерову награду за књижевност, а 1954. године и Нобелову награду.
Хемингвеј је затим отпутовао у Африку. 1954. године, Хемингвеј је био готово смртно повређен у две узастопне авионске несреће. Лет за разгледање града изнад Белгијског Конга унајмио је као божићни поклон Мери. На путу да фотографишу Мурчисон Фолс из ваздуха, авион је ударио у напуштени комунални стуб и пао. Хемингвеј је повредио главу, док је Мери сломила два ребра. Следећег дана, покушавајући да дођу до медицинске помоћи у Ентебеу, укрцали су се на други авион који је експлодирао при полетању, а Хемингвеј је задобио опекотине и још један потрес мозга, овај довољно озбиљан да проузрокује цурење церебралне течности. После тога, задесила га је још једна несрећа када је у његовом кампу избио пожар и он је задобио опекотине другог степена.
Несреће су довеле до физичког и психичког погоршања. После пада авиона, Хемингвеј је пио јаче него обично да би се борио против болова због повреда.

Хемингвеј због повреда није могао да отпутује у Стокхолм на доделу Нобелове награде, али је зато припремио говор који гласи:
Писање је, у најбољем случају, усамљени живот. Организације за писце умањују пишчеву усамљеност, али сумњам да побољшавају његово писање. Како јавно расте, тако одбацује усамљеност и често му се посао погоршава. Јер свој посао ради сам, а ако је довољно добар писац, свакодневно се мора суочавати са вечношћу или њеним недостатком.
Политичку и економску неправду осудио је у делима „Имати и немати“ и „Пета колона“. У делу „Коме звоно звони“ тематизује проблем губитка слободе.

## Смрт
Пуштен је из болнице крајем јуна и стигао је кући у Кечум 30. јуна. Откључао је подрумско спремиште у коме су се налазиле његове пушке, попео се горе до предсобља предњег улаза и пуцао у себе са „двоцевком сачмарицом коју је толико често користио да је могла бити пријатељ“. Завршио је исто као и његов отац.
Мери је позвала болницу, а лекар је брзо стигао у кућу утврдивши да је Хемингвеј „умро од самонанесене ране у глави“. Мери је седирана и одвезена у болницу, а сутрадан се вратила кући коју је очистила и побринула се за сахрану и путне аранжмане. Бернис Керт пише да јој се самоубиство Хемингвеја чинило нереалним и новинарима је рекла да је његова смрт била случајна. У интервјуу за штампу пет година касније, Мери је потврдила да је пуцао у себе.

Хемингвејово понашање током последњих година било је слично понашању његовог оца пре него што се и он сам убио; његов отац је можда имао наследну хемохроматозу, при чему прекомерно нагомилавање гвожђа у ткивима кулминира менталним и физичким погоршањем. Његова сестра Урсула и брат Лестер су такође починили самоубиство. На његовом гробу је неколико деценија касније написано следеће:
"Највише од свега што је волео је јесен,
лишће жуто на памучном дрвету,
лишће које плута потоцима, пастрмке
а изнад брда,
високо плаво небо без ветра,

... Сад ће заувек бити део њих."

## Наслеђе
Постхумно је 1964. године објављена мемоарска проза Покретни празник — о животу у Паризу и „изгубљеној генерацији“. После његове смрти остало је необјављено више прича од којих су две планиране за објављивање 2019. године.
Постоји међународна конференција о животу и делу Ернеста Хемингвеја која је 17. пут одржана 2016. године у Чикагу.
Његова дечачка кућа, у Оак Парку у држави Илиноис, музеј је и архива посвећена Хемингвеју, као и његова резиденција на Хавани.
О његовом животу 2021. је снимљена троделни документарна серија Хемингвеј.

## Цитати
Овако је Хемингвеј говорио о животу:

- Не постоји пријатељ тако лојалан као књига.
- Срећа је код интелигентних људи најређа ствар коју знам.
- Волим да спавам. Мој живот има тенденцију да се распадне када сам будан, знате?
- Увек уради трезан оно што си рекао да ћеш урадити пијан. То ће те научити да држиш језик за зубима.
- Најбољи начин да откријеш да ли некоме можеш да верујеш – јесте да му верујеш.
- Све што треба да урадиш је да напишеш једну истиниту реченицу. Напиши најистинитију реченицу коју знаш.
- Ја пијем да бих друге људе учинио занимљивијим.
- Када људи причају, слушај у потпуности. Већина људи никада не слуша.
- Живот сваког човека се заврши исто. Постоје само детаљи како је живео и како је умро који га разликују од других.
- Никад не мешај покрет са акцијом.
- Мачка има потпуну емоционалну искреност, људска бића, из једног или другог разлога, могу сакрити своја осећања, али мачка не може.
- Мој циљ је да ставим на папир све што видим или доживим, на најбољи и најједноставнији начин.

## Дела
(Књиге издате након 1961. су Хемингвејева постхумна дела.)
Матица српска објавила је Изабрана дела Ернеста Хемингвеја 1982. године.
| - (1926) Пролетње бујице - (1926) Сунце се поново рађа - (1929) Збогом оружје - (1937) Имати и немати - (1940) За ким звоно звони - (1950) Преко реке и у шуму - (1952) Старац и море - (1970) Отоци у струји - (1986) Рајски врт - (1999) Истина у свитање - (1932) Смрт поподне - (1935) Зелени брегови Африке - (1962) Hemingway, The Wild Years - (1964) Покретни празник - (1967) By-Line: Ernest Hemingway - (1970) Ernest Hemingway: Cub Reporter - (1985) Опасно лето - (1985) Dateline: Toronto - (2005) Under Kilimanjaro - (1981) Ernest Hemingway Selected Letters 1917–1961 - (2011–) The Cambridge Edition of the Letters of Ernest Hemingway - (2011) The Letters of Ernest Hemingway: Volume 1, 1907–1922 - (2013) The Letters of Ernest Hemingway: Volume 2, 1923–1925 - (2015) The Letters of Ernest Hemingway: Volume 3, 1926–1929 - (2017) The Letters of Ernest Hemingway: Volume 4, 1929–1931 - (2020) The Letters of Ernest Hemingway: Volume 5, 1932–1934 | - (1942) Men at War: The Best War Stories of All Time edited, with introduction, by Hemingway, although he is not the primary author. - (1923) Три приче и десет песама - (1924) У наше време (Поново објављена 1925. са четрнаест додатних кратких прича) - (1927) Мушкарци без жена - (1933) Победник ништа не добија - (1938) The Fifth Column and the First Forty-Nine Stories - (1947) The Essential Hemingway - (1961) Снегови Килиманџара и друге приче - (1969) The Fifth Column and Four Stories of the Spanish Civil War - (1972) Приче о Нику - (1979) 88 Poems - (1979) Complete Poems - (1984) The Short Stories of Ernest Hemingway - (1987) The Complete Short Stories of Ernest Hemingway - (1995) The Collected Stories (Everyman's Library) - (1999) Hemingway on Writing - (2000) Hemingway on Fishing - (2003) Hemingway on Hunting - (2003) Hemingway on War - (2008) Hemingway on Paris |